# Carnarvon (Sudafrica)
Carnarvon è un centro abitato del Sudafrica, situato nella provincia del Capo Settentrionale.